# ستيف هاميلتون (لاعب كرة سلة)
ستيف هاميلتون (بالإنجليزية: Steve Hamilton)‏ (و. 1935 – 1997 م) هو لاعب كرة سلة، ولاعب كرة قاعدة أمريكي، ولد في كولومبيا، مركز لعبه هو لاعب هجوم صغير الجسم، توفي في مورهيد، عن عمر يناهز 62 عاماً، بسبب سرطان القولون.

## روابط خارجية
- ستيف هاميلتون على موقع دوري كرة القاعدة الرئيسي (الإنجليزية)
- ستيف هاميلتون على موقعبيزبول رفرنس.كوم (الدوري الرئيسي) (الإنجليزية)
- ستيف هاميلتون على موقعبيزبول رفرنس.كوم (الدوري الثانوي) (الإنجليزية)
- ستيف هاميلتون على موقع إن بي أي (الإنجليزية)
- ستيف هاميلتون على موقع سبورتس رفرنس (الإنجليزية)
- ستيف هاميلتون على موقع كلية كرة السلة في سبورتس رفرنس.كوم (الإنجليزية)
- ستيف هاميلتون على موقع ريلجم (الإنجليزية)